# دی‌اچ.۹ای ایرکو
دی‌اچ. ۹ای ایرکو (به انگلیسی: Airco_DH.9A) یک هواگرد ملخ‌پیشین تک‌موتوره از نوع بمب‌افکن سبک ساخت شرکت Airco است. هواگرد دی‌اچ. ۹ای ایرکو نخستین پروازش را در مارس ۱۹۱۸ میلادی انجام داد. این هواگرد در سال ۱۹۱۸ میلادی رسماً معرفی گردید. در مجموع، تعداد ۱٬۹۹۷ فروند از این هواگرد ساخته شده‌است.
نمونه مشابه این هواپیما توسط روسیه ساخته و بنام R-1 نامگذاری شد.